# حل الدول الثلاث

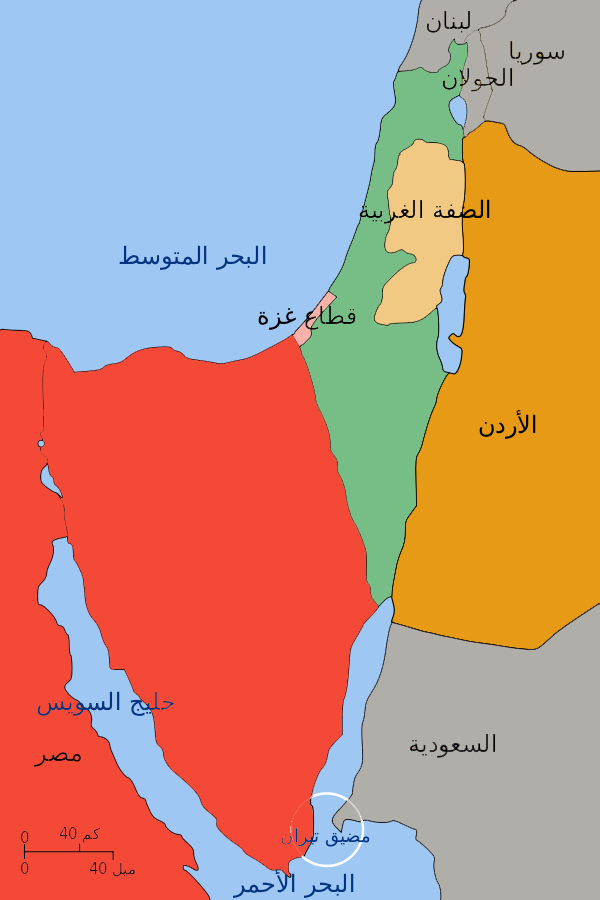
حل الدول الثلاث في فلسطين التاريخية.

حل الدول الثلاث (بالإنجليزية: Three-state solution؛ بالعبرية: פתרון שלוש המדינות) وُيطلق عليه أيضًا الخيار الأردني - المصري هو حل مقترح للصراع العربي الإسرائيلي في فلسطين التاريخية، وهو المقابل لمحاولات تتمحور حول حل الدولة الواحدة وحل الدولتين، والذي لا يحظى بتأييد معظم الدول. يقوم هذا الحل على أساس الوضع القائم بعد هدنة 1949، وهو إعادة ضم الضفة الغربية للأردن، وإعادة ضم قطاع غزة إلى مصر، إلى جانب إسرائيل. وهو ما يعني عمليًا، تصفية الكيان الفلسطيني وذوبانه في ثلاثة دول.

## وصلات خارجية
- حل الدول الثلاث | جريدة نيويورك سن